# Liptovská Osada
Liptovská Osada é um município da Eslováquia, situado no distrito de Ružomberok, na região de Žilina. Tem 50,2 km² de área e sua população em 2018 foi estimada em 1.634 habitantes.

## Demografia
| Ano:        | 1994 | 2004   | 2014   | 2024   |
| ----------- | ---- | ------ | ------ | ------ |
| Broj ljudi: | 1715 | 1617   | 1651   | 1564   |
| Razlika:    |      | -5,71% | +2,10% | -5,26% |

| Ano:               | 2023 | 2024   |
| ------------------ | ---- | ------ |
| Número de pessoas: | 1573 | 1564   |
| Diferença:         |      | -0,57% |